# Nokiastenen

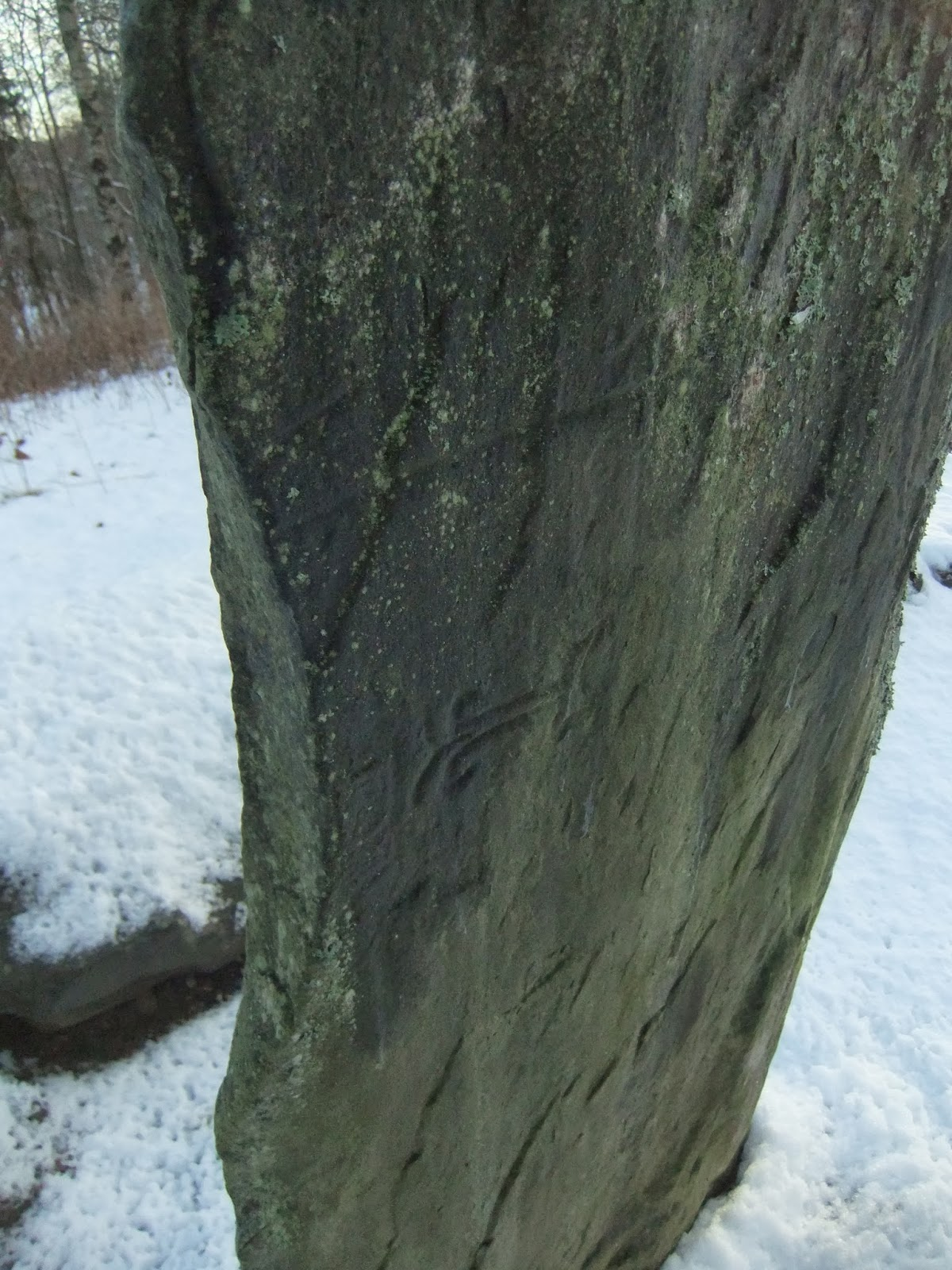
Inskrifter i Nokiastenen.

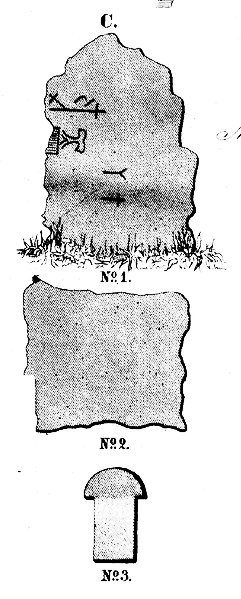
Daniel Skogmans skiss (år 1864) av Nokiastenen och inskrifterna 1864. På bilden finns också en annan gravsten och ett tegel hittat i graven.

Nokiastenen är en gravsten från medeltiden. Den påträffades vid utgrävningarna av kapellruinerna i parken till Nokia gård. Det är okänt vem som gjort stenen eller till vems minne den gjordes. Kapellet byggdes troligen i början av 1500-talet.
Resterna av stenen är 70 cm breda, 7 cm tjocka och 140 cm höga. Stenen har inhuggna symboler som hittills inte kunnat tolkas. Den har legat tillsammans med en annan stenhäll som saknade inskriptioner när den hittades. Apotekaren Daniel Skogman uppger att man grävt under stenen "några år tidigare" (uppgett år 1864). Då fann man en grav murad i stenen utan andra fynd.